# Baumeister (Zeitschrift)
Baumeister ist eine seit 1902 erscheinende Fachzeitschrift für Architekten. Das Magazin befasst sich neben Architektur mit Städtebau und Landschaftsplanung.

## Geschichte
Langjähriger Herausgeber war bis 1929 Hermann Jansen. Von 1929 bis 1945 übernahm Guido Harbers die Position des Schriftleiters, ab 1945 bis 1959 folgte Rudolf Pfister in gleicher Position. Von 1960 bis 1991 war Paulhans Peters Chefredakteur, diese Position übernahm bis 2011 Wolfgang Bachmann. Von 2011 bis 31. März 2020 war Alexander Gutzmer Chefredakteur, im August 2020 folgte ihm Fabian Peters. Seit August 2024 ist Tobias Hager Chefredakteur.
Die Zeitschrift erscheint im Verlag Georg Media, München (ehemals Callwey Verlag).
In den ersten Jahrzehnten wurde die Zeitschrift in geringer Auflage im Format DIN A3 gedruckt; sie war unterteilt in einen illustrierten redaktionellen Teil, einen Anzeigenteil, sowie einen Anhang von Tafeln, die oft im hochwertigen Lichtdruckverfahren hergestellt wurden.
Die Gestaltung der Zeitschrift wurde in unregelmäßigen Abständen dem Zeitgeschmack angepasst: die Titelbilder der ersten Ausgaben waren noch vom Jugendstil beeinflusst, 1907 wurde wieder eine klassische Typographie aufgegriffen. 1927 wurde der Umschlag von Paul Renner, der auch das Verlagssignet entwarf, neu gestaltet. 1930 erfolgte bereits eine Änderung durch Lois Welzenbacher. Die konservative Gestaltung der späten 1930er Jahre wurde erst Ende der 1950er durchgreifend modernisiert.
Seit der Neugestaltung im November 2011 gliedert sich jede Ausgabe in die Rubriken „Köpfe“, „Ideen“, „Fragen“ und „Lösungen“. In den vergangenen Jahren wurde der Baumeister immer wieder ausgezeichnet, unter anderem bei den Lead Awards, dem Red Dot Design Award, dem German Design Award, den IF Design Awards, vom Art Directors Club und beim Wettbewerb des New Yorker Type Directors Club.
Die monatliche Druckauflage beträgt 8.889 Exemplare (03/24).

## Leitende Redakteure
- Tobias Hager (Chefredakteur)
- Jessica Mankel (stellvertretende Chefredakteurin)